# Eric Bicfalvi
Bicfalvi Eric Cosmin (magyar helyesírás szerint Bikfalvi Erik Cosmin) (Nagykároly, 1988. február 5. –) román válogatott labdarúgó, aki 2017 óta az orosz FK Ural játékosa.

## Családi háttér
Szülei: Bikfalvi Marius (1968–1995), Erzsébet (1968–)

Felesége: Alina (1988–)

Gyermekei: Erik-Ayan (2014–); Ianis (2017-)
Magyar-román családban született. Mindkét nagyapja magyar származású, mindkét nagyanyja pedig román. Apai nagyapja a Victoria Carei csapatában játszott, édesapja és annak testvére pedig több harmadligás csapatban is futballozott. Így a családi indíttatás adott volt, azzal együtt is, hogy édesapja korán meghalt.

## Karrier
Futballista karrierjét a harmadligás Fink Fenster Petrești-ben kezdte, ahonnan egy szezon végigjátszása után egyenesen az élvonalbeli CS Jiul Petroșani csapatához került. 19 éves korában már a Steaua București-tel írt alá egy  ötéves  szerződést. Az öt év során 1 évre kölcsönadták a FC Gloria Buzău csapatához. Szerződése lejárta után 2012-ben az ukrán élvonalbeli FK Voliny Luck támadó középpályása lett. Eddigi legeredményesebb évét itt játszotta, a 2014–2015-ös szezonban 17 góllal ukrajnai gólkirály lett Alex Teixerával együtt. 2015 nyarától fél évig a kínai élvonalbeli Liaoning Whowin csapatában játszott.
Majd 2016 januárjától újból a román bajnokságban, ezúttal a FC Dinamo București csapatában lép pályára. A következő szezont ismét légiósként kezdte meg, miután az orosz Tom Tomszk csapatába igazolt, 2017-től azonban az FK Ural csapatában játszik középpályásként.
Játszott a korabeli román U19-es és U21-es válogatottban, illetve 2014-ben a román válogatott színeiben lépett pályára a Dánia elleni mérkőzésen. Ezzel elvesztette a lehetőségét annak, hogy a magyar válogatottban játszhasson. 2016-ban újra bekerült a román keretbe.

## Sikerei, díjai
Steaua București
- Román kupagyőztes (1): 2011–12

FK Voliny Luck
- Ukrajnai gólkirály 2014–2015